# محمد ابو تریکه
محمد ابو تریکة (عربی: محمد أبو تريكة؛ زاده ۷ نوامبر ۱۹۷۸) یک بازیکن فوتبال اهل مصر است.

## افتخارات
قهرمانی جام آفریقا با  تیم ملی فوتبال مصر 2006
•قهرمانی جام آفریقا تیم ملی فوتبال مصر 2008

### باشگاهی
• لیگ قهرمانان آفریقا با الاهلی (2005-2006-2008-2012-2013)
• جام باشگاه های جهان 2006 (مقام سوم)
• سوپر جام آفریقا (2006-2007-2009-2013)
سوپر جام مصر (2005-2006-2007-2008-2010-2012)
•جام مصر (2006-2007)
•لیگ مصر (2005/2004 - 2006/2005 -2006/2007 - 2007/2008 - 2009/2008 - 2010/2009 - 2010/2011)
شخصی
•جایزه CAF برای بهترین بازیکن آفریقا در سال 2006